# دعم متبادل
الدعم المتبادل (بالإنجليزية: Cross subsidization)‏، هو عملية فرض أسعار أعلى على مجموعة من المستهلكين من أجل دعم تخفيض في الأسعار لصالح مجموعة أخرى. على سبيل المثال، أليكس ذهب إلى العشاء مع اثنين من أصدقائه، وهما ليو ولين. تكلفة وجبة اليكس 25 دولار، وتكلفة وجبة لين 20 دولار، وتكلفة وجبة ليو 15 دولار. مجموع الفاتورة هو 60 دولار، والجميع يقرر تقسيم الدفع بالتساوي، بحيث يكون مقابل 20 دولار لكل منهما. ليو دعم اليكس بخمسة دولارات.